# Potezanje klipa
Potezanje klipa je jedan od mnogih tradicionalnih športova koje njeguju i prakticiraju zaljubljenici u povijesne športove kojima su se natjecali najčešće pastiri i obični puk tijekom odmjeravanja snage na brojnim dernecima i susretima da bi se pokazala snaga i umijeće pojedinca da pobijedi u naizgled jednostavnoj disciplini seoskog športa. Najviše na području Zagore. 

## Način igranja
Dva igrača protivnika sjedaju na pod, stopalima prislonjenim jedno prema drugom od suparnika dok su im noge savijene u koljenima onoliko koliko im dopušta položaj dok jedan i drugi igrač rukama pridržavaju odeblju drvenu motku dužine cca 1 metar rasporedom ruku tako da nije niti jedan u prednosti pred drugim a to se postiže ovako slijeva na desno: najprije ide ruka lijeva igrača br.1,zatim desna ruka igrača br.2, potom desna ruka igrača br.1 i na kraju lijeva ruka igrača br.2. Oba igrača na znak sudca vuku motku na svoju stranu i to je početak igre.

## Pravila igre
U igri su zabranjena bilo kakva pomagala a pod time se misli na: rukavice za ruke, udlage za leđa, jastuci za stražnjice i sve ostalo što bi moglo dati prednost nad protivnikom. Igrači mogu koristiti sve vrste trikova, finti i zezalica u cilju pobjede. Strogo je zabranjeno za vrijeme igra miješanje drugih sa strane, pljuvanje protivnika, vrijeđanje po porodičnoj osnovi i slični incidenti.
Pobjednik je onaj:
- koji zadrži motku u ruci a da nije promijenio početni položaj
- koji protivnika zabaci iz početnog položaja
- tko protivniku izvuče motku iz hvata ruku
- tko protivnika prisili na predaju što zbog duljine trajanja igre (izdržljivost) što zbog drugih razloga (smijeh, uvreda itd.)

## Ozljede u igri
Najčešće ozljede:
- žuljevi na rukama (najčešća)
- žuljevi na stražnjici (najčešća ali nitko je službeno ne priznaje)
- istegnuće mišića ruke
- istegnuće mišića leđa
- isčašenje zglobova ruke i prstiju
- poderana koža na dlanovim i prstima
- ozljede od noktiju u mesu dlana i prstiju

## Titula
Pobjednik natjecanja u potezanju do sljedećeg odrzavanja na istom dreneku tj. do sljedeće godine nosi titulu "Najveći klipan ..." zavisno od mjesta održavanja, jedan od poznatijih je "Najveći klipan Brnaza", malog mjesta odmah uz grad Sinj.